# نورالدین الموتی
نورالدین الموتی (۱۲۸۰ ورک الموت – ۱۳۴۴ تهران) وزیر دادگستری ایران در دوران نخست‌وزیری علی امینی بود که به عنوان وزیری قاطع و مبارز در دوران کوتاه وزارت خود اقدامات بسیاری برای ریشه‌کن کردن فساد و دزدی انجام داد

## تحصیلات و خدمات در الموت
پدرش سید زمان نام داشت. تحصیلات مقدماتی را در قزوین گذراند و در سال ۱۳۰۰ در وزارت معارف استخدام شد و در مدارس قزوین تدریس کرد. در سال ۱۳۰۶ که علی‌اکبر داور بنیان دادگستری نوین این را گذاشت، پس از گذراندن دوره‌ای، قاضی عدلیه شد.
بین سال‌های ۱۳۰۷ و ۱۳۰۸ الموتی از کسانی بود که برای اولین‌بار یک باب مدرسه چهار کلاسه در زوارک الموت به مدیریت شیخ حسین کیایی قزوینی تأسیس کرد. یک باب کتابفروشی هم در قزوین به راه انداخت که عصرها مرکز تجمع فضلا و روشنفکران آن دوره بود. او علاقه بسیار زیادی به زادگاهش الموت داشت و برای آبادانی آن بسیار می‌کوشید. او بود که راه ارتباطی الموت به قزوین را پایه‌گذاری کرد و اولین مسیر ارتباطی الموت را به انجام رساند.
الموتی در سال ۱۳۱۱ در عدلیه تبریز امین صلح ناصح شد.

## حزب توده
نورالدین الموتی سوسیال دمکرات بود و یکی از اعضای پنجاه و سه نفر حزب توده در زمان رضا شاه محسوب می‌شود که در سال ۱۳۱۶ به دست شهربانی دستگیر و زندانی شدند. او نزدیک به چهار سال با وضعیت نامساعدی در زندان به سر برد.
در شهریور سال ۱۳۲۰ به دنبال سقوط رضا شاه و آزادی کلیه زندانیان، از زندان رهایی یافت و پس از اینکه گروه ۵۳ نفر حزب توده را تشکیل دادند، به این حزب پیوست و علاوه بر عضویت در کمیته اجرائی، به سمت دبیرکل و عضویت کمیسیون نظارت و تفتیش برگزیده شد.
الموتی در سال ۱۳۲۵ از حزب توده ایران خارج شد و فعالیت سیاسی را موقتاً کنار گذاشت. او پس از این توسط علی امینی قیمومت وراث وثوق‌الدوله را بر عهده گرفت. الموتی این کار را با جد و جهدی وافری توأم با صداقت انجام داد و مورد توجه دکتر امینی قرار گرفت.

## وزیر دادگستری
الموتی در سال ۱۳۳۷ به مستشاری دیوان عالی کشور ارتقاء مقام یافت و در اردیبهشت ۱۳۴۰، هنگام نخست‌وزیری علی امینی، وزارت دادگستری به او سپرده شد. او در دوران وزارت خود برای تصفیه دادگستری و مجازات کسانی که بیت‌المال را دست‌خوش شبیخون کرده بودند، دست به اقدامات حادی زد. او که در مصاحبه‌ای مطبوعاتی اعلام کرده‌بود ریشه فساد و خیانت و دزدی و اعلام نفوذ را خشک می‌کند، چهارصد پرونده را رسیدگی و دستور توقیف و محاکمه مقامات مختلفی از جمله سپهبد علوی مقدم، سرلشکر علی‌اکبر ضرغام، سپهبد کیا، ابوالحسن ابتهاج، فتح‌الله فرود و محسن فروغی را صادر کرد. همچنین در برکناری سپهبد امیرحسین آزموده، دادستان و رئیس دادرسی ارتش، نقش اساسی داشت و در مصاحبه‌ای مطبوعاتی به وی لقب «آیشمن ایران» را داد.
با روی کار آمدن اسدالله علم و برکناری دکتر امینی، الموتی خانه‌نشین شد و جای خود را به غلامحسین خوشبین داد. او مورد اعتراض شدید کسانی قرار گرفت که علیه‌شان شمشیر کشیده بود. حتی کار قضاوت را نیز به او نسپردند و کسانی که با کارهای اصلاحی وی مخالف بودند، پیرایه‌ای به او بستند و ذهن شاه را نسبت به او بدگمان ساختند.
الموتی با اینکه سال‌ها پیش از رسیدن به وزارت دادگستری ایران از حزب توده جدا شده بود، در دوران وزارتش همچنان بر گرایش‌های قدیم خود استوار بود  و به همراه حسن ارسنجانی، محمد شاهکار، مهندس زاوش، شهاب فردوس و جفرودی جمعیت آزادی را تشکیل دادند که البته دوام چندانی نداشت.

## مرگ
در سال ۱۳۴۴، سرانجام در همان دیوان کیفری که علیه دیگران از آن استفاده سیاسی می‌کردند، چنان ناراحت شد که دچار حمله قلبی گردید و چندی بعد درگذشت. از وی تشییع جنازه مفصلی به عمل آمد و عده زیادی از مقامات قضائی جنازه‌اش را تشییع کردند. کثرت شرکت‌کنندگان در مراسم تشییع و مجلس ختم وی به حدی بود که خشم محمدرضا شاه را برانگیخت و آن قدر او را ناراحت کرد که در اولین مراسم سلام پس از ختم الموتی، به محمد سروری رئیس دیوان کشور پرخاش کرد که در مجلس ترحیم یک «خائن به کشور» حضور پیدا کرده و از او تجلیل به عمل آورده بود.